# Landgoed Spelderholt
Het Spelderholt is een landgoed op de Veluwe. Het ligt tussen Beekbergen en Hoenderloo in de Nederlandse provincie Gelderland. Het terrein bevat uitgestrekte bossen van Staatsbosbeheer met daarin het scoutingkampeerterrein Spelderholt en twee wildobservatieschermen. Een klein deel van het landgoed bij Beekbergen wordt sinds 1997 Parc Spelderholt genoemd en is een zorginstelling met hotel en conferentieoord.

## Geschiedenis
De eerste vermelding van het Spelderholt dateert uit 1730. Er wordt een boerderij 'het Spelderholt' aan de Speelweg genoemd. 'Spel' is waarschijnlijk een afkorting van het woord kerspel, maar het kan ook op de naalden van naaldbomen slaan. De toponiem 'holt' verwijst naar een bos dat timmerhout levert. In elk geval was het gebied een holt dat bij een kerspel hoorde.
Op latere kaarten is de naam Speldermark te vinden. De marke was een deel van het kerspel. De Speldermark is in 1870 ontbonden. Ook komt de naam Spelderveld voor. Samen met het Lierderveld vormde dit het gebied tussen Beekbergen, Hoenderloo en Loenen. Het lag aan de rand van een gebied dat in de volksmond al eeuwen "Het groote zand" heette, een met heide begroeide en door schapen begraasde heuvelachtige vlakte.

### Landhuis

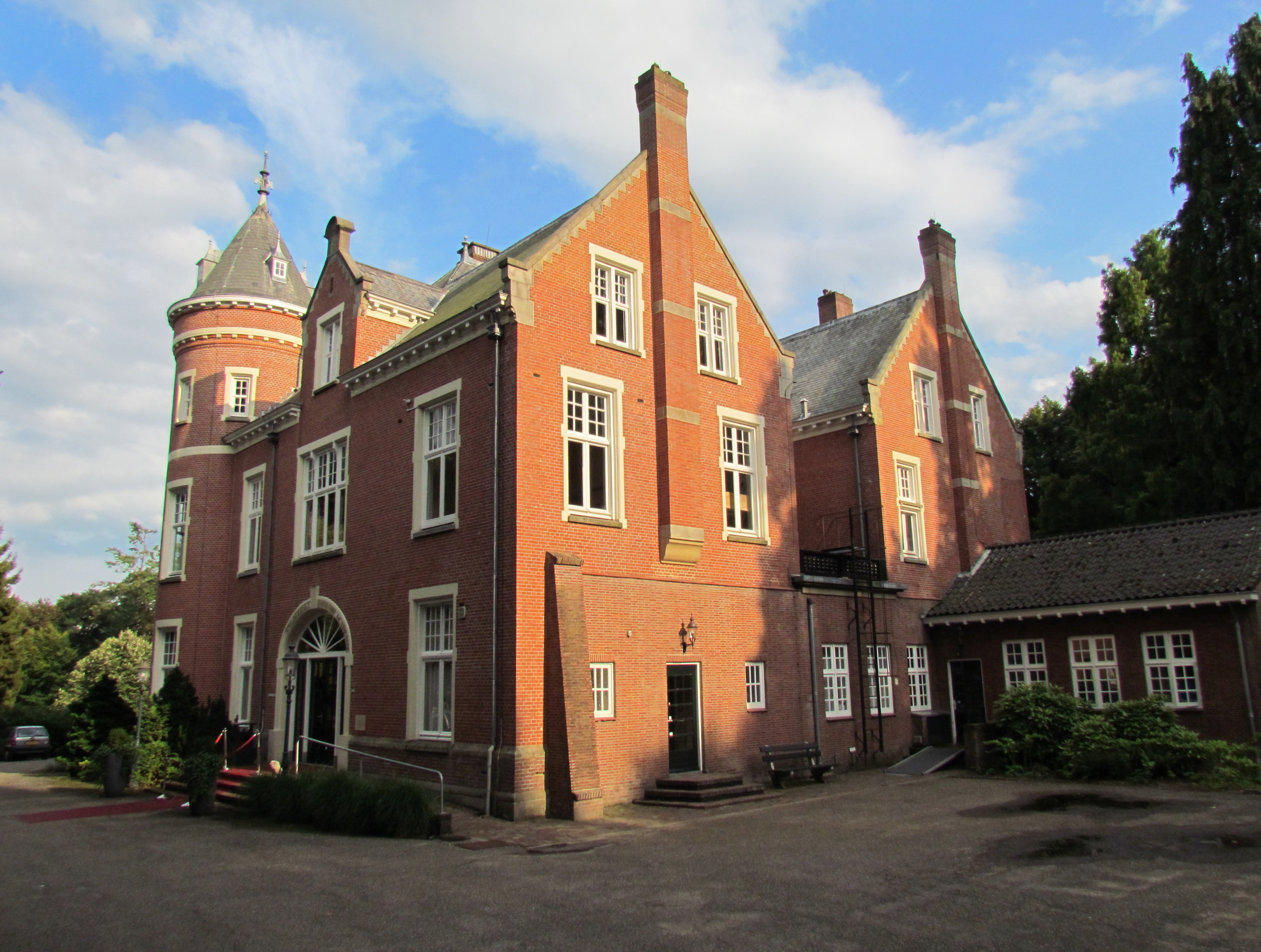
Het Kasteel op landgoed Spelderholt

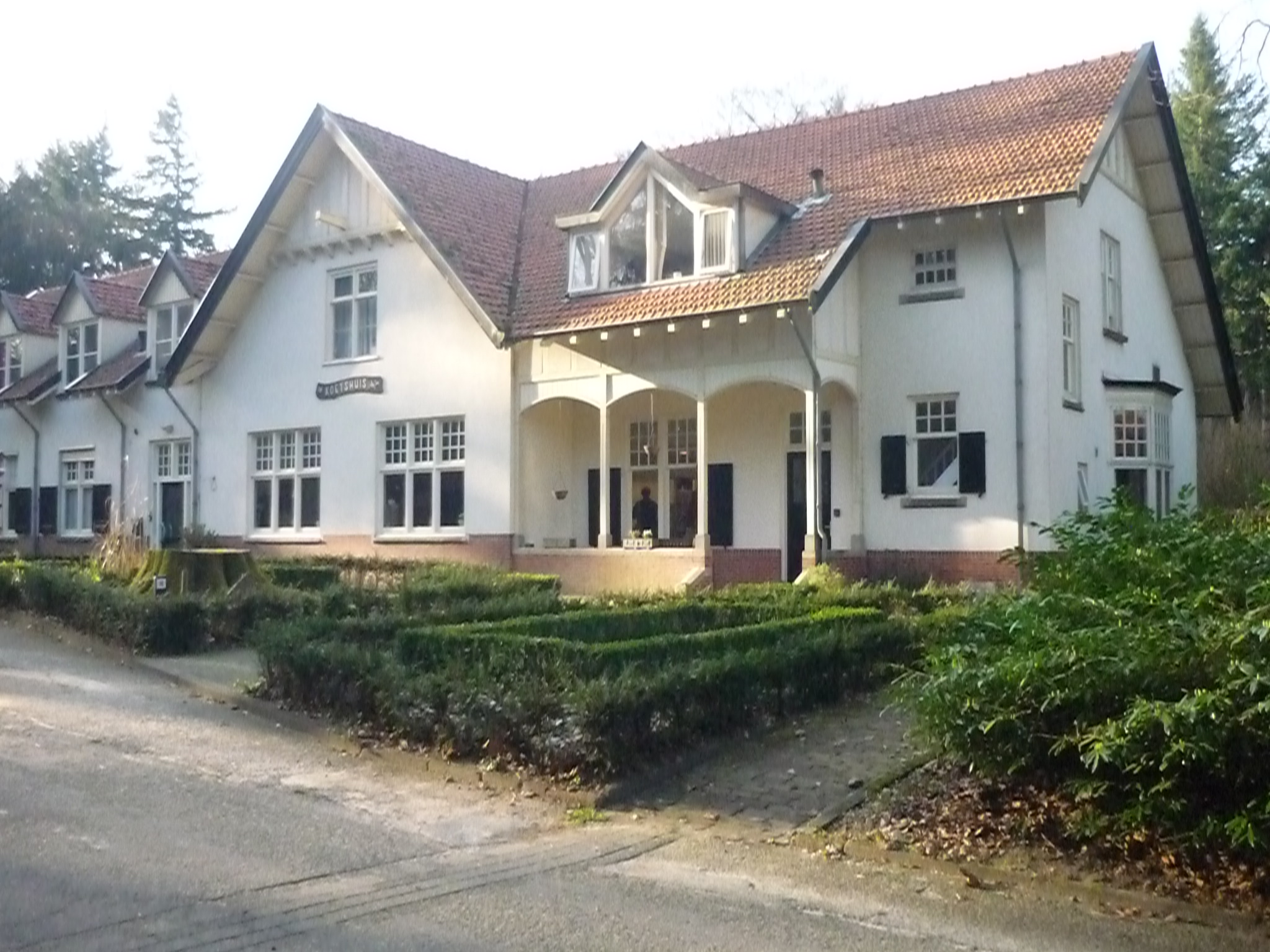
Het koetshuis

In 1905 werden de woeste gronden van Spelderholt aangekocht door jonkheer Louis Frederik Teixeira de Mattos om er een buitenverblijf te stichten. Hij liet de Nederlandsche Heidemaatschappij, waar hij een hoge functie bekleedde, de gronden ontginnen. De Haarlemse architect Frederik Mulier ontwierp het monumentale landhuis en het koetshuis op landgoed Spelderholt. In 1907 legde de dochter van Teixeira de Mattos de eerste steen voor het landhuis, dat tegenwoordig vaak 'het kasteel' wordt genoemd. 
Het ontwerp en de aanleg van tuin en park rondom het landhuis was opgedragen aan Leonard Springer, landschapsarchitect uit Haarlem. Bij de inrichting werden veel exoten gebruikt. Een toen aangeplante sequoia is inmiddels uitgegroeid tot de hoogste van Nederland. Om de grond geschikt te maken voor de plannen van Springer waren vijfentwintig  treinwagons met compost nodig. 
In 1908 werd het landhuis opgeleverd. Hoewel het aanvankelijk bedoeld was als buiten- en zomerverblijf, woonde de familie Teixeira de Mattos er vanaf 1909 tot 1921 permanent. De totale oppervlakte van het landgoed bedroeg toen 763 hectare, waarvan 10 hectare park en tuin. In 1921 stond Teixeira de Mattos het landgoed, op ongeveer 14 hectare na, af aan de Staat der Nederlanden.

### Proefstation
De bossen van het landgoed, die doorlopen tot aan Hoenderloo, gingen over naar Staatsbosbeheer. In oktober 1921 vestigde De Nederlandse Staat het Rijksproeffokstation Het Spelderholt en de Rijksvoorlichtingsdienst voor de pluimveeteelt op een ander deel van het landgoed. Deze diensten waren opgericht om de Nederlandse pluimveesector te verbeteren. In het begin gebeurde dit vooral praktijkgericht, later veranderde de aanpak in een meer fundamentele en wetenschappelijke benadering. De naam veranderde in Instituut voor Pluimveeonderzoek. In 1994 is dit onderzoekscentrum gefuseerd met andere instellingen op het gebied van dieronderzoek en in 1997 verhuisde het naar Lelystad.

### Tweede Wereldoorlog
In 1942, tijdens de Duitse bezetting werd het landhuis op Spelderholt gevorderd door de bezettingsmacht. Na Dolle Dinsdag verhuisden de nazi-kopstukken Seyss-Inquart en Wimmer met hun gezinnen naar Spelderholt. Aan het einde van de oorlog nam prins Bernhard als bevelhebber van de Nederlandse strijdkrachten zijn intrek in het landhuis. Ook prinses Juliana heeft enige tijd op het landgoed gewoond.

## Bossen
De bossen van Spelderholt zijn aangelegd voor houtproductie. Ze vallen onder boswachterij Ugchelen-Hoenderloo van Staatsbosbeheer. Het beheer richt zich steeds meer op het in stand houden en vergroten van de natuurwaarden. Het is een Natura 2000-gebied. Door stroperij kwamen hier na 1945 nauwelijks meer edelherten voor. Ter instandhouding van de soort op de Veluwe werd het bos in 1956 onderdeel van een Staatswildreservaat. Er werden drinkplaatsen, voerplaatsen, wildakkers en graasweides aangelegd. De hertenpopulatie groeide weer en in 1988 konden verschillende rasters worden weggehaald. Aan de Ringakker, een oude wildakker in het centrum van het Spelderholt staat een wildkijkscherm dat in 2013 vernieuwd is.

## Parc Spelderholt

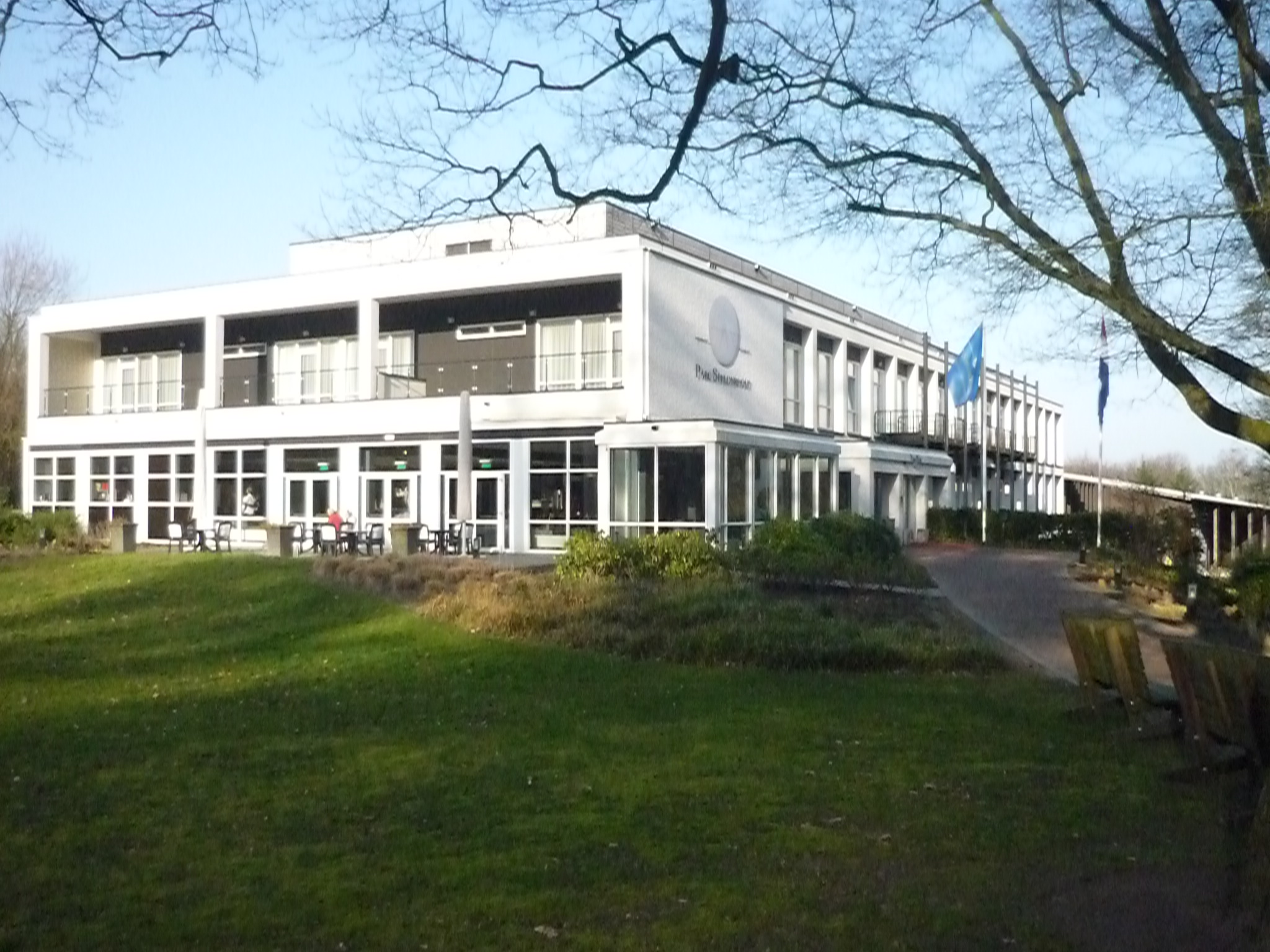
Hotel Parc Spelderholt

In 1997 werd Parc Spelderholt officieel geopend. Het bestaat uit het landhuis dat wordt gebruikt als conferentieoord, een hotel en enkele bijgebouwen. Het is een ontwikkelplek voor jongeren met een beperking die gedurende een vierjarig traject daar leren en werken.

## Gemeentelijke monumenten op het landgoed
- Landhuis
- Koetshuis met twee bijgebouwtjes
- Maalderij
- Tennishuisje
- Tuinmanshuis